# 自良镇
自良镇，是中华人民共和国广西壮族自治区玉林市容县下辖的一个乡镇级行政单位。

## 行政区划
自良镇下辖以下地区：
自良村、大里村、龙镇村、河步村、古旺村、同江村、思旺村、司六村、中平村、古济村、云松村和自良街村。